# 켈리 러더포드
켈리 러더퍼드(Kelly Rutherford, 1968년 11월 6일 ~ )는 미국의 배우이다.

## 출연 작품
- 스크림3
- 위대한 사랑
- 가십걸